# Anton Friedrich Justus Thibaut
Anton Friedrich Justus Thibaut (ur. 4 stycznia 1772 w Hameln, zm. 28 marca 1840 w Heidelbergu) – niemiecki prawnik znany z propagowania koncepcji kodyfikowania niemieckiego prawa i stworzenia wspólnego kodeksu prawa cywilnego dla ziem niemieckich, które wówczas (przełom XVIII i XIX wieku) były rozbite na wiele państw.
Swoje poglądy Thibaut wyłożył w publikacji Über die Notwendigkeit eines allgemeinen bürgerlichen Rechts in Deutschland (O konieczności ogólnego kodeksu cywilnego dla Niemiec) z 1814 roku. Wydał ją, mając 42 lata, w tym samym roku, w którym obradował kongres wiedeński i następowały szybkie przemiany społeczne na ziemiach niemieckich. Z jednej strony w dobie napoleońskiej usiłowano narzucić nadreńskim państwom niemieckim kapitalistyczny, francuski kodeks cywilny (Kodeks Napoleona), a z drugiej strony rozwijany był feudalny Landrecht pruski, obowiązujący we wschodnich Niemczech (na przykład w Brandenburgii). Zderzenie wielu porządków prawnych w państwach niemieckich (francuskiego, pruskiego, lokalnych kodyfikacji, prawa rzymskiego i zwyczajowego) skłaniało Thibauta do poszukiwania rozwiązań służących ulepszeniu niemieckiego prawa. Ze względu na fakt, iż państwa te zmieniały swoje granice, szczególnie wskutek mediatyzacji, stworzenie jednolitego kodeksu dla całych Niemiec wydawało się dla Thibauta rozsądnym wyjściem. Krytykiem jego koncepcji, a jednocześnie osobą, dzięki której Thibaut stał się bardziej znany na forum naukowym, był Friedrich Carl von Savigny. Thibaut zaliczany był również do grona pandektystów.
Anton Thibaut pochodził z francuskiej rodziny hugenotów, którzy przenieśli się do Niemiec. Ojciec był hanowerskim majorem a matka córką burmistrza Hanoweru, prawnika Christiana Ulricha Grupena. Jego brat, Bernhard Friedrich Thibaut, był matematykiem. Anton Thibaut w młodości studiował w Getyndze, Królewcu i Kilonii, gdzie otrzymał stopień doktorski. Po krótkiej pracy w Kilonii i Jenie w 1805 roku otrzymał stanowisko profesora Uniwersytetu w Heidelbergu. W późniejszych latach uzyskał tytuł badeńskiego tajnego radcy stanu. Pełnił też funkcję rektora uniwersytetu i zasiadał w badeńskim parlamencie.
Hobbystycznie był muzykiem.